# Kristotomus verticalis
Kristotomus verticalis là một loài tò vò trong họ Ichneumonidae.